# Sapogne-et-Feuchères
Pour les articles homonymes, voir Feuchères.
Sapogne-et-Feuchères, également appelée Sapogne-Feuchères, est une commune française, située dans le département des Ardennes en région Grand Est. Ses habitants sont appelés les Sapognards.

## Géographie

### Localisation
La commune de Sapogne-et-Feuchères est située au sud-est de Charleville-Mézières.
|           |                      | Dom-le-Mesnil         |
| Flize     | Sapogne-et-Feuchères | Hannogne-Saint-Martin |
| Vendresse | Omicourt             | Saint-Aignan          |

### Géologie et relief
La superficie de la commune est de 1 071 ha. Son altitude varie entre 149 m et 300 m. Le village est situé sur une colline d’environ 200 mètres de haut.
La commune est bordée au sud par la forêt de Mazarin et à l'ouest par la forêt domaniale d'Élan.

### Voies de communication et transports
La commune est traversée par la route départementale D 12, du sud-ouest vers le nord-est, en provenance de Vendresse et en direction de Donchery.

### Hydrographie
La commune est dans le bassin versant de la Meuse au sein du bassin Rhin-Meuse. Elle est drainée par la Bar, le canal des Ardennes  (versant Meuse), le ruisseau de Sapogne et le ruisseau le Rouge Cogneux,.
La Bar, d'une longueur de 62 km, prend sa source dans la commune de Harricourt et se jette  dans la Meuse à Dom-le-Mesnil, après avoir traversé 20 communes. 
Le canal des Ardennes  (versant Meuse), d'une longueur de 30 km,  est un chenal et un cours d'eau naturel navigable qui a son origine dans la commune de Bairon et ses environs et se jette  dans la Meuse à Dom-le-Mesnil, après avoir traversé dix communes. 

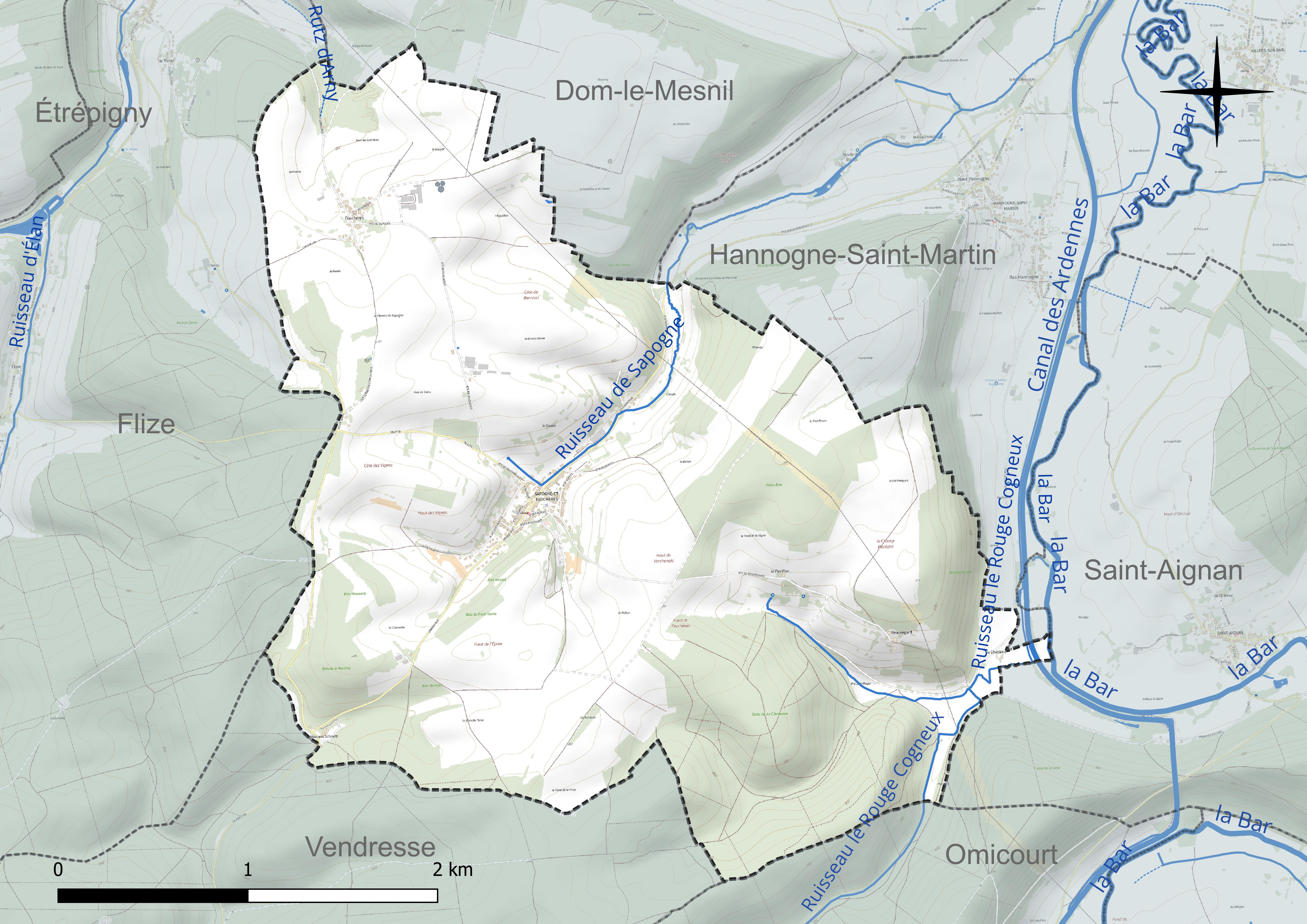
Réseau hydrographique de Sapogne-et-Feuchères.

### Climat
Pour des articles plus généraux, voir Climat du Grand Est et Climat des Ardennes.
En 2010, le climat de la commune est de type climat de montagne, selon une étude du Centre national de la recherche scientifique s'appuyant sur une série de données couvrant la période 1971-2000. En 2020, Météo-France publie une typologie des climats de la France métropolitaine dans laquelle la commune est exposée à un climat océanique altéré et est dans la région climatique  Lorraine, plateau de Langres, Morvan, caractérisée par un hiver rude (1,5 °C), des vents modérés et des brouillards fréquents en automne et hiver. 
Pour la période 1971-2000, la température annuelle moyenne est de 9,8 °C, avec une amplitude thermique annuelle de 15,5 °C. Le cumul annuel moyen de précipitations est de 1 003 mm, avec 14,3 jours de précipitations en janvier et 9,9 jours en juillet. Pour la période 1991-2020, la température moyenne annuelle observée sur la station météorologique de Météo-France la plus proche, « Charleville-Méz. », sur la commune de Charleville-Mézières à 14 km à vol d'oiseau, est de 9,9 °C et le cumul annuel moyen de précipitations est de 928,4 mm. 
La température maximale relevée sur cette station est de 39,2 °C, atteinte le 25 juillet 2019 ; la température minimale est de −17,5 °C, atteinte le 1er janvier 1997,,. 
Les paramètres climatiques de la commune ont été estimés pour le milieu du siècle (2041-2070) selon différents scénarios d'émission de gaz à effet de serre à partir des nouvelles projections climatiques de référence DRIAS-2020. Ils sont consultables sur un site dédié publié par Météo-France en novembre 2022.

## Urbanisme

### Typologie
Au 1er janvier 2024, Sapogne-et-Feuchères est catégorisée commune rurale à habitat dispersé, selon la nouvelle grille communale de densité à 7 niveaux définie par l'Insee en 2022.
Elle est située hors unité urbaine. Par ailleurs la commune fait partie de l'aire d'attraction de Charleville-Mézières, dont elle est une commune de la couronne,. Cette aire, qui regroupe 132 communes, est catégorisée dans les aires de 50 000 à moins de 200 000 habitants,.

### Occupation des sols
L'occupation des sols de la commune, telle qu'elle ressort de la base de données européenne d’occupation biophysique des sols Corine Land Cover (CLC), est marquée par l'importance des territoires agricoles (67,5 % en 2018), une proportion sensiblement équivalente à celle de 1990 (66,7 %). La répartition détaillée en 2018 est la suivante : 
terres arables (38,8 %), forêts (30 %), prairies (28,6 %), zones urbanisées (2,5 %). L'évolution de l’occupation des sols de la commune et de ses infrastructures peut être observée sur les différentes représentations cartographiques du territoire : la carte de Cassini (XVIIIe siècle), la carte d'état-major (1820-1866) et les cartes ou photos aériennes de l'IGN pour la période actuelle (1950 à aujourd'hui).

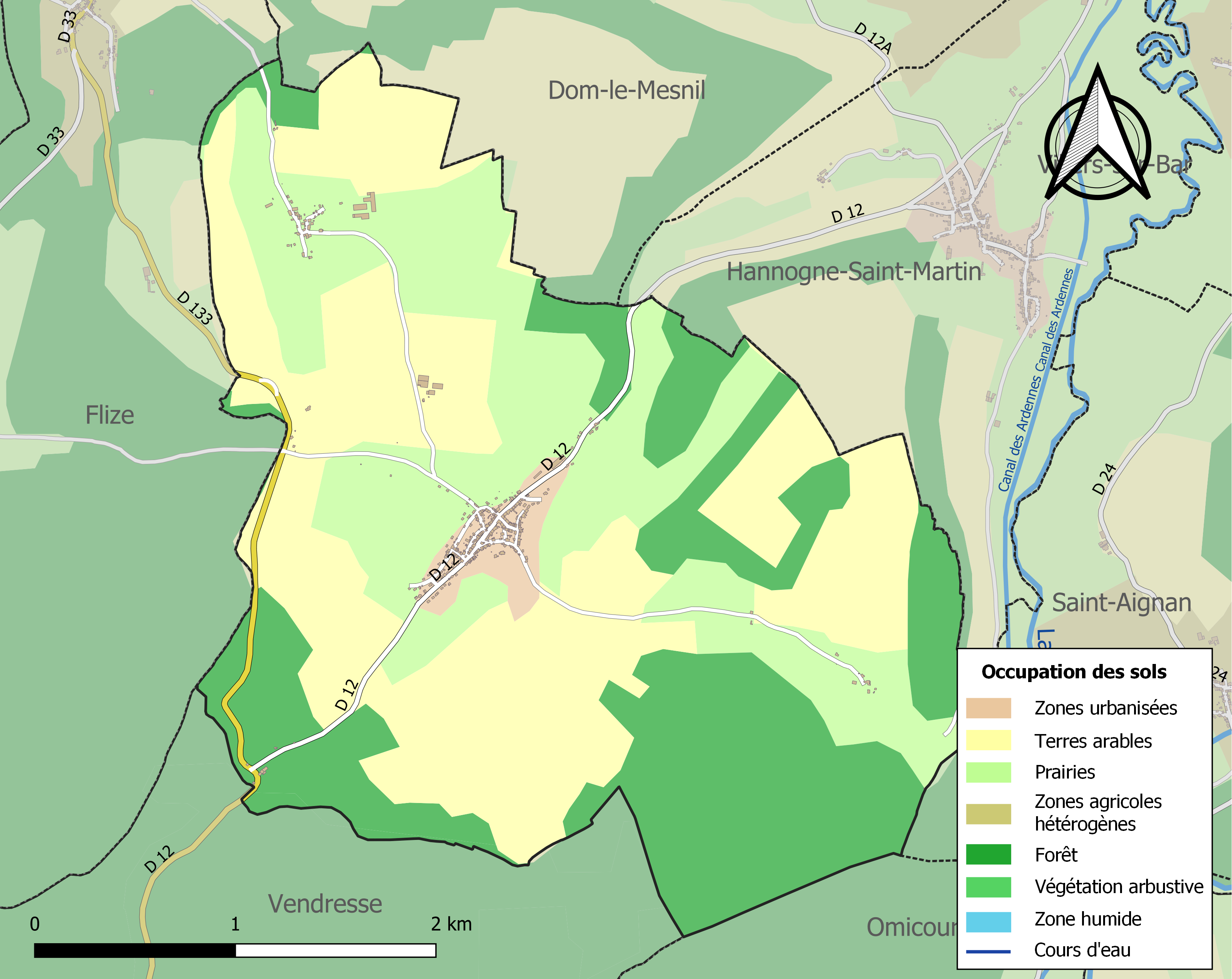
Carte des infrastructures et de l'occupation des sols de la commune en 2018 (CLC).

## Toponymie
Sapogne doit son nom au gaulois *sapo à l’origine du latin impérial sapinus/sappinus. Si on rapproche ce terme gaulois du sanscrit sapa, « résine », du breton sap, « sapin », du vieux cornique sibnid, « sapin blanc », et du suffixe –onia.
Feuchères est attesté sous les formes Flechieres en 1257 , de Fouchieres avant 1312.

Sens du toponyme : « lieu où pousse la fougère ».

## Histoire
En 1828, la commune de Sapogne, instituée par la Révolution française, absorbe celle commune de Feuchères, située au nord-ouest de Sapogne, et prend son nom actuel de Sapogne-et-Feuchères.
À gauche de l’église se trouve le monument aux morts qui abrite les noms de 34 soldats morts pendant la guerre de 1914-1918. Les corps de ceux qui ont été retrouvés et reconnus ont été rapatriés vers le cimetière.[réf. nécessaire]
Le 14 mai 1940, lors de la bataille de France, Sapogne-et-Feuchères est prise par les Allemands du Panzer-Regiment 4 (2. Panzer-Division de Rudolf Veiel) qui a franchi le canal des Ardennes à Pont-à-Bar.

## Politique et administration

### Rattachements administratifs et électoraux
La commune se trouve  dans l'arrondissement de Charleville-Mézières du département des Ardennes. Pour l'élection des députés, elle fait partie depuis 1958 de la première circonscription des Ardennes.
Elle faisait partie depuis 1801 du canton de Flize. Dans le cadre du redécoupage cantonal de 2014 en France, la commune intègre le canton de Nouvion-sur-Meuse.

### Intercommunalité
La commune était membre de la petite communauté de communes du Pays des Sources au Val de Bar, créée fin 1995.
Celle-ci fusionne avec ses voisines pour former le 1er janvier 2014 la « communauté d’agglomération de Charleville-Mézières-Sedan » par l’arrêté préfectoral du 23 août 2013, qui prend ultérieurement le nom d'Ardenne Métropole, et dont est désormais membre la commune.
Celle-ci est bien une communauté d'agglomération, et non une métropole, au sens du code général des collectivités territoriales.

### Liste des maires
| Période                                  | Période                   | Identité                                       | Étiquette | Qualité     |
| ---------------------------------------- | ------------------------- | ---------------------------------------------- | --------- | ----------- |
| Les données manquantes sont à compléter. |                           |                                                |           |             |
| 1810                                     |                           | Jean-Pierre Joseph Seÿler                      |           |             |
| 1844                                     |                           | Jean-Baptiste Gilmer                           |           |             |
| 1853                                     |                           | Nicolas Remy                                   |           |             |
|                                          |                           | Léon Baudry[réf. nécessaire]                   |           |             |
|                                          |                           | Robert Rennesson[réf. nécessaire]              |           |             |
| Les données manquantes sont à compléter. |                           |                                                |           |             |
| mars 2001                                | 2014                      | Jean-Claude Donnet                             |           |             |
| mars 2014                                | En cours (au 26 mai 2020) | Frédéric Gillet Réélu pour le mandat 2020-2026 |           | Agriculteur |

## Population et société

### Démographie
L'évolution du nombre d'habitants est connue à travers les recensements de la population effectués dans la commune depuis 1793. Pour les communes de moins de 10 000 habitants, une enquête de recensement portant sur toute la population est réalisée tous les cinq ans, les populations de référence des années intermédiaires étant quant à elles estimées par interpolation ou extrapolation. Pour la commune, le premier recensement exhaustif entrant dans le cadre du nouveau dispositif a été réalisé en 2006.

En 2022, la commune comptait 516 habitants, en stagnation par rapport à 2016 (Ardennes : −2,97 %, France hors Mayotte : +2,11 %).
| 1793 | 1800 | 1806 | 1821 | 1831 | 1836 | 1841 | 1846 | 1851 |
| ---- | ---- | ---- | ---- | ---- | ---- | ---- | ---- | ---- |
| 405  | 440  | 486  | 521  | 739  | 775  | 836  | 811  | 808  |

| 1866 | 1872 | 1876 | 1881 | 1886 | 1891 | 1896 | 1901 | 1906 |
| ---- | ---- | ---- | ---- | ---- | ---- | ---- | ---- | ---- |
| 826  | 800  | 874  | 889  | 838  | 802  | 756  | 777  | 782  |

| 1911 | 1921 | 1926 | 1931 | 1936 | 1946 | 1954 | 1962 | 1968 |
| ---- | ---- | ---- | ---- | ---- | ---- | ---- | ---- | ---- |
| 740  | 617  | 590  | 559  | 526  | 418  | 464  | 392  | 402  |

| 1975 | 1982 | 1990 | 1999 | 2006 | 2011 | 2016 | 2021 | 2022 |
| ---- | ---- | ---- | ---- | ---- | ---- | ---- | ---- | ---- |
| 435  | 450  | 473  | 504  | 491  | 523  | 516  | 516  | 516  |

### Enseignement
La commune dispose d'une école primaire publique et d'une cantine-garderie (20 élèves en 2017).

## Économie
Le village possède une ancienne usine de chaises Saint-Joseph avec sa haute cheminée. Le village a compté jusque trois fabriques de chaises : l'usine Saint-Joseph, l'usine Gilmer et l'usine Fuzelier Foulque. L'usine Fuzelier Foulque a fabriqué des chaises dès sa création. L'usine Gilmer a d'abord été une scierie. L'usine Saint-Joseph, qui a fonctionné jusqu'à la fin des années 1960 a été d'abord un moulin à farine, puis une scierie, puis une fabrique de chaises. Plus de la moitié des Sapognards y travaillaient en tant que pailleuses pour les femmes ou bien charpentiers, bûcherons, etc. pour les hommes.
Le village bénéficie également de beaucoup de champs pour l’élevage et l’agriculture.

## Culture locale et patrimoine

### Lieux et monuments
- L'église Saint-Martin de Sapogne-et-Feuchères du XIe siècle : édifiée vers le XIe-XIIe siècle, elle possède un clocher carré. Deux objets y sont classés : une cuve baptismale du XIIe siècle[31]On y trouve aussi un chemin de croix avec un magnifique vitrail représentant Philippe II Auguste et un confessionnal. Sur un socle de bois a été édifiée une reproduction de Jeanne d’Arc en pierre. D’autres statues y sont « exposées ». On y trouve également d’autres vitraux simples composés de carrés colorés emboîtés. Au bout du chemin de croix se trouve la loge du curé.
- Le monument aux morts abrite de nombreux soldats de la Première Guerre mondiale.
- Usine Saint-Joseph, qui fabriquait des chaises très réputées[réf. nécessaire] jusqu'à la fin des années 1960.

### Héraldique
| Blason de Sapogne-et-Feuchères | Blason  | Parti : au 1er mi-parti de menu vair de six cloches par tire, au 2e d'argent au lion d'azur, le tout sommé d'un chef de gueules chargé d'une feuilles de scie alésée d'or. |
| Blason de Sapogne-et-Feuchères | Détails | La scie représente le village car l’industrie du bois était très importante de 1798 à 1962. Le statut officiel du blason reste à déterminer.                               |